# Championnat de France de basket-ball 1960-1961
Navigation
Saison précédente Saison suivante
La saison 1960-1961 du championnat de France de basket-ball de Nationale est la 39e édition du championnat de France masculin de basket-ball. Le championnat de Nationale de basket-ball est le plus haut niveau du championnat de France.

## Présentation
Seize clubs participent à la compétition, répartis en deux poules de huit. La victoire rapporte 3 points et la défaite 1 point.
Le tenant du titre, Charleville, va tenter de gagner un 3e titre. Denain, Marseille, Mulhouse et Nantes sont les quatre équipes promues pour cette saison. En raison de l’élargissement des poules pour la saison 1961-1962 (passage de 8 à 10 clubs par poule), seules deux équipes sont reléguées, Billancourt et le Stade Français
À la fin de la saison, les deux premiers de chaque poule se retrouvent pour une poule finale, sous la forme d'un mini championnat dont le vainqueur est déclaré champion de France.
Alsace de Bagnolet remporté le championnat pour la première fois de son histoire.
Roger Haudegand  (Valenciennes) est le meilleur marqueur du championnat de France avec 391 points (moyenne de 27,9).

## Clubs participants
Poule A
- Alsace de Bagnolet
- Club olympique de Billancourt
- Etoile de Charleville
- Stade Marseillais Université Club
- Atlantique Basket Club de Nantes
- Paris Université Club
- Groupe Sportif de la Chorale Mulsan de Roanne
- Association Sportive de Villeurbanne Eveil Lyonnais

Poule B
- Caen Basket Calvados
- Saint Charles d’Alfortville Charenton
- Association Sportive de Denain-Voltaire
- Staude Auto Lyonnais
- Racing Club de France
- Stade Français
- Racing Club Municipal de Toulouse
- Rhônel Sporting Club de Valenciennes

## Classement final de la saison régulière
La victoire rapporte 3 points et la défaite 1 point.
En cas d’égalité, les équipes sont départagées à l’aide de la différence de points particulière.
Les deux premiers de chaque poule sont qualifiés pour la poule finale.
Poule A
| Rang | Équipe                   | Pts | J  | G  | P  | Pp   | Pc  | Diff |
| ---- | ------------------------ | --- | -- | -- | -- | ---- | --- | ---- |
| 1    | Paris U.C.               | 38  | 14 | 12 | 2  | 822  | 716 | 106  |
| 2    | Alsace Bagnolet (+2)     | 34  | 14 | 10 | 4  | 1073 | 954 | 119  |
| 3    | ASVEL (-2)               | 34  | 14 | 10 | 4  | 935  | 756 | 179  |
| 4    | Étoiles Mézières         | 32  | 14 | 9  | 5  | 880  | 812 | 68   |
| 5    | ABC Nantes               | 28  | 14 | 7  | 7  | 817  | 883 | -66  |
| 6    | GSCM Roanne              | 22  | 14 | 4  | 10 | 792  | 850 | -58  |
| 7    | Stade Marseille UC (+10) | 18  | 14 | 3  | 11 | 754  | 952 | -198 |
| 8    | CO Billancourt (-10)     | 18  | 14 | 2  | 12 | 745  | 895 | -150 |

Poule B
| Rang | Équipe               | Pts | J  | G  | P  | Pp  | Pc  | Diff |
| ---- | -------------------- | --- | -- | -- | -- | --- | --- | ---- |
| 1    | Caen BC (+5)         | 36  | 14 | 11 | 3  | 835 | 741 | 94   |
| 2    | SA Lyon (-5)         | 36  | 14 | 11 | 3  | 937 | 829 | 108  |
| 3    | RCM Toulouse         | 34  | 14 | 10 | 4  | 831 | 766 | 65   |
| 4    | AS Denain            | 32  | 14 | 9  | 5  | 808 | 785 | 23   |
| 5    | SC Charenton         | 24  | 14 | 5  | 9  | 856 | 890 | -34  |
| 6    | RSC Valenciennes     | 22  | 14 | 4  | 10 | 858 | 958 | -100 |
| 7    | Racing C.F. (+17)    | 20  | 14 | 3  | 11 | 815 | 855 | -40  |
| 8    | Stade Français (-17) | 20  | 14 | 3  | 11 | 826 | 942 | -116 |

|  | Qualification pour la poule finale |
|  | Relégation en Excellence           |

## Poule Finale
- 19 mars 1961
  - Paris U.C. - Bagnolet : 80-76
  - Caen - Lyon : 53-58
- 9 avril 1961
  - Bagnolet - Caen : 72-70 (après prolongations)
  - Lyon - Paris U.C. : 72-63
- 22 avril 1961
  - Paris U.C. - Caen : 84-45
  - Bagnolet - Lyon : 61-53

Classement de la Poule Finale